# Desoutter Tools
Desoutter Industrial Tools — компания производитель промышленного электрического и пневматического сборочного инструмента, основанная в 1914 году, со штаб-квартирой, расположенной во Франции. Продукты и услуги компании доступные в более чем 170 странах мира, поставляются через 20 подразделений. Компания Desoutter Tools работает в таких областях, как аэрокосмическая и автомобильная промышленность, сборка легковых и грузовых автомобилей, внедорожной техники.
В состав Desoutter Tools в 1989 вошли французские компании Georges Renault и компания Seti-Tec в 2011 году; американская компания Tech-motive была интегрирована в 2005 году, а шведская Scan Rotor в 2004 г.

## История

### Истоки
Марсель Дезуттер, один из пяти братьев Дезуттер, был авиатором. Пережив авиакатастрофу, он остается без ноги, вместо которой он получает «неудобный деревянный заменитель». Стремясь помочь брату восстановить мобильность, Шарль Дезуттер разрабатывает прототип новой искусственной ноги из дюралюминия. Так был создан первый в мире металлический протез ноги. Он был легче и удобнее деревянных протезов, и уже в следующем году Марсель возвращается к полетам.
Разработка привлекла к себе внимание людей, нуждающихся в облегченных ножных протезах, и в результате была образована компания Desoutter Company под руководством Марселя Дезуттера.

### Продукция
C самого начала компания Desoutter столкнулась с необходимостью разработки специальных пневматических инструментов для эффективного сверления алюминиевых компонентов протезов.
Внедрив в производство множество новых разработок, компания приобретает в этой области опыт, и в 1950-х годах решает сделать это направление своим основным бизнесом.
Компания производит:
- Аккумуляторный инструмент
- Электрический инструмент
- Пневматический инструмент
- Системы измерения

### Логотип
Оригинальной идеей этого символа компания обязана Чарльзу Канлиффу, который в течение многих лет после Второй мировой войны руководил отделом рекламы компании Desoutter. Это был период роста, связанного, прежде всего с разработкой нового ассортимента продукции.
В 1973 году изображение головы лошади объединяется с текстовым логотипом Desoutter, который является факсимильным воспроизведением подписи Луиса Альберта Дезуттера, одного из основателей компании.